# Giuliana Baigorria
Giuliana Baigorria (* 4. Februar 2005) ist eine argentinische Leichtathletin, die sich auf den Hammerwurf spezialisiert hat.

## Sportliche Laufbahn
Erste internationale Erfahrungen sammelte Giuliana Baigorria im Jahr 2021, als sie bei den U18-Südamerikameisterschaften in Encarnación mit einer Weite von 53,49 m den vierten Platz belegte. Im Jahr darauf siegte sie mit 62,02 m mit dem leichteren U18-Hammer bei den Jugend-Südamerikaspielen in Rosario und gewann auch bei den U18-Südamerikameisterschaften in São Paulo mit 63,58 m die Goldmedaille. 2023 gewann sie bei den U20-Südamerikameisterschaften in Bogotá mit 57,83 m die Silbermedaille und anschließend gelangte sie bei den U20-Panamerikameisterschaften in Mayagüez mit 56,67 m auf den fünften Platz. Im Jahr darauf siegte sie mit 57,62 m bei den U20-Südamerikameisterschaften in Lima, ehe sie bei den U20-Weltmeisterschaften ebendort mit 58,35 m den Finaleinzug verpasste. Im September gewann sie bei den U23-Südamerikameisterschaften in Bucaramanga mit 59,03 m die Bronzemedaille hinter der Ecuadorianerin Nereida Santa und Yenniver Veroes aus Venezuela. 2025 belegte sie bei den Südamerikameisterschaften in Mar del Plata mit 61,05 m den sechsten Platz.
In den Jahren 2024 und 2025 wurde Baigorria argentinische Meisterin im Hammerwurf.